# Nat Frankel
Nathan "Nat" Frankel (Nueva York, Nueva York, 3 de noviembre de 1913-14 de marzo de 2006) fue un jugador de baloncesto estadounidense que disputó una temporada en la BAA, además de jugar en la ABL y en la NBL. Con 1,83 metros de estatura, jugaba en la posición de escolta.

## Trayectoria deportiva

### Universidad
Jugó durante su etapa universitaria con los Bulldogs del Brooklyn College, siendo el primer jugador salido de dicha institución en jugar en la BAA o la NBA, junto con Mel Hirsch.

### Profesional
Comenzó su andadura profesional en 1936 con los Brooklyn Visitations de la ABL, donde fue el séptimo mejor anotador de la liga, con 207 puntos, y al año siguiente con los Jersey Reds, con los que se proclamó campeón de liga, anotando 273 puntos. Al año siguiente fichó por los Kingston Colonials, donde jugó una temporada, en la que fue el máximo anotador del equipo, promediando 7,9 puntos por partido.
Al año siguiente cambió de equipo y de liga, fichando por los Detroit Eagles de la NBL, donde volvió a ser el mejor anotador, promediando 7,4 puntos por partido, siendo incluido en el segundo mejor quinteto de la liga. Regresó a la ABL al año siguiente, a los Washington Brewers, con los que lideró la liga en anotación, promediando 9,4 puntos por partido.
Tras un breve paso por los New York Jewels, se incorporó a la plantilla de los Pittsburgh Ironmen de la recién creada BAA, con los que jugó la única temporada del equipo en la liga, en la que jugó seis partidos y promedió 2,7 puntos por partido. Acabó su carrera profesional ya con 34 años en los Troy Celtics de la ABL, terminando como decimosegundo mejor anotador de la historia de la liga, con 1.292 puntos, 8,5 por partido.

#### Estadísticas en la BAA

##### Temporada regular
| Temporada | Edad | Equipo             | Liga | P | TIT | MIN | TC  | TCA | %TC  | 3P | 3PA | %3P | TL  | TLA | %TL  | R.OF. | R.DEF. | REB | ASIS | ROB | TAP | PER | FP  | PTS |
| 1946-47   | 33   | Pittsburgh Ironmen | BAA  | 6 |     |     | 0.7 | 4.5 | .148 |    |     |     | 1.3 | 2.0 | .667 |       |        |     | 0.5  |     |     |     | 1.0 | 2.7 |
| Total     |      |                    | BAA  | 6 |     |     | 0.7 | 4.5 | .148 |    |     |     | 1.3 | 2.0 | .667 |       |        |     | 0.5  |     |     |     | 1.0 | 2.7 |